# Beija-flor de-veste-preta
O beija-flor de-veste-preta (Anthracothorax nigricollis) é uma espécie de beija-flor nativa das Américas do Sul e Central e de Trindade e Tobago.

## Descrição
Mede 10,2 cm e pesa 7,2 g. O longo bico negro é levemente recurvado. A cauda em ambos os sexos é vinho escuro, finamente bordejada de preto. O macho e a fêmea têm plumagens tão diferentes que parecem pertencer a espécies diferentes.
O macho possui as partes superiores em verde garrafa forte. Sua garganta e peito são de um preto fosco, bordejado com azul-verde. Os flancos são verdes brilhantes e o negro do peito se afila na barriga.
A fêmea tem as partes superiores verde claro e as partes inferiores brancas, com uma faixa central negra. Aves imaturas mostram algumas pontas de penas cinzentas ou amareladas na cabeça e nas asas, e têm marrom em torno dos olhos.
O chamado do beija-flor-de-veste-preta é um tsiuck em tom alto, e o canto é um zumbido hsl-hsl-hsl-hsl-hsl-hsl-hsl.
É muito similar ao proximamente relacionado Anthracothorax prevostii, que não ocorre no Brasil. Embora o beija-flor-de-veste-preta macho tenha um negro mais extenso nas partes inferiores, esta e outras diferenças de plumagem não são sempre suficientes para confirmar a identificação no campo, porque as aves parecem totalmente negras. As fêmeas das duas espécies podem ser quase indistinguíveis, embora a do beija-flor-de-veste-preta possua as partes superiores com um acobreado menos extenso que a sua parente.

## Distribuição e ecologia
A espécie ocorre do sul do Panamá ao nordeste da Bolívia, no sul do Brasil e norte da Argentina. Também é comum em Trindade e Tobago. É um migrante local ou sazonal, com algumas aves deslocando-se por até 1 600 km, embora esses movimentos são sejam ainda bem compreendidos.

Ele habita borda de florestas, cerradão, capoeiras, matas ciliares e jardins urbanos. Embora se adapte à atividade humana, ele parece menos generalista do que, por exemplo, o beija-flor-dourado (Hylocharis chrysura) e o beija-flor-de-peito-azul (Amazilia lactea).
A espécie se alimenta de néctar, frequentemente de flores de grandes árvores. Este beija-flor também é notavelmente insetívoro, frequentemente pairando em áreas abertas para capturar insetos voadores. Ele parece ser um tanto exigente, escolhendo suas plantas favoritas, e frequentemente não visita plantas ornamentais populares entre muitos outros beija-flores, como o suinã (Erythrina speciosa) ou o rabo-de-cotia (Stifftia chrysantha); algumas Bignoniaceae ornamentais, como a Spathodea campanulata, parecem ser preferidas por esta ave. Enquanto se alimenta, observou-se que ele é dominante sobre o besourinho-de-bico-vermelho (Chlorostilbon lucidus), mas é deslocado por outro beija-flor, ambos consideravelmente menores.
O beija-flor-de-veste-preta procria entre novembro e fevereiro. Ele constrói um pequeno ninho em forma de tigela, em ramos finos e normalmente desfolhados. Para a construção utiliza materiais macios como paina de gravatá, fiapos de xaxim, etc., revestindo o exterior com fragmentos de folhas, líquen e musgos, colados firmemente com teias de aranha. Os ninhos têm, externamente, 35-45 mm de largura e 25-30 mm de altura. Internamente, têm 25 mm de largura e 10-18 mm de profundidade. Os dois ovos totalmente brancos medem aproximadamente 15 por 9,5 mm. Eles são incubados pela fêmea por 14 dias, e os filhotes estão prontos para o voo em mais 20 dias.

## Galeria

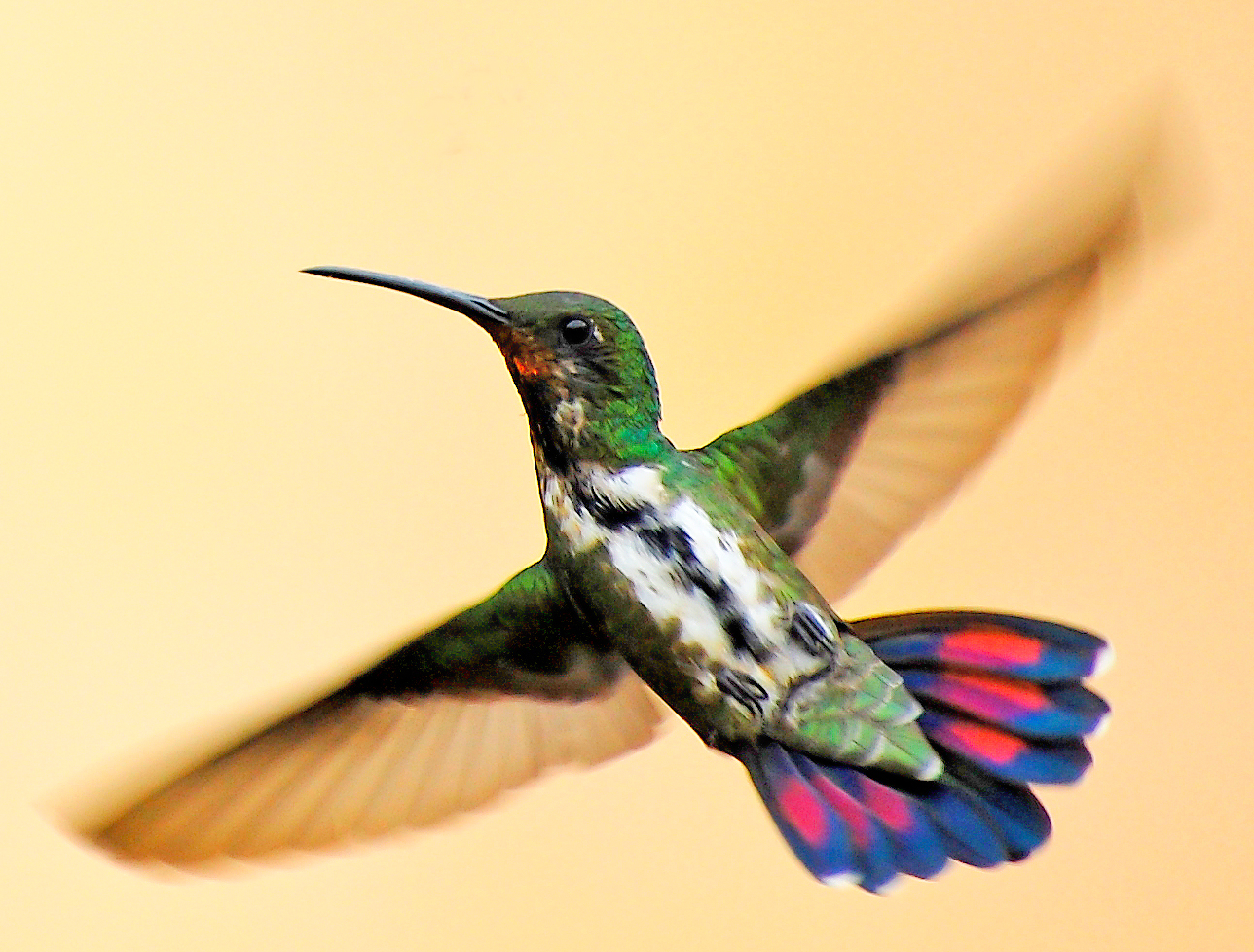
Fêmea, Piraju, São Paulo, Brasil
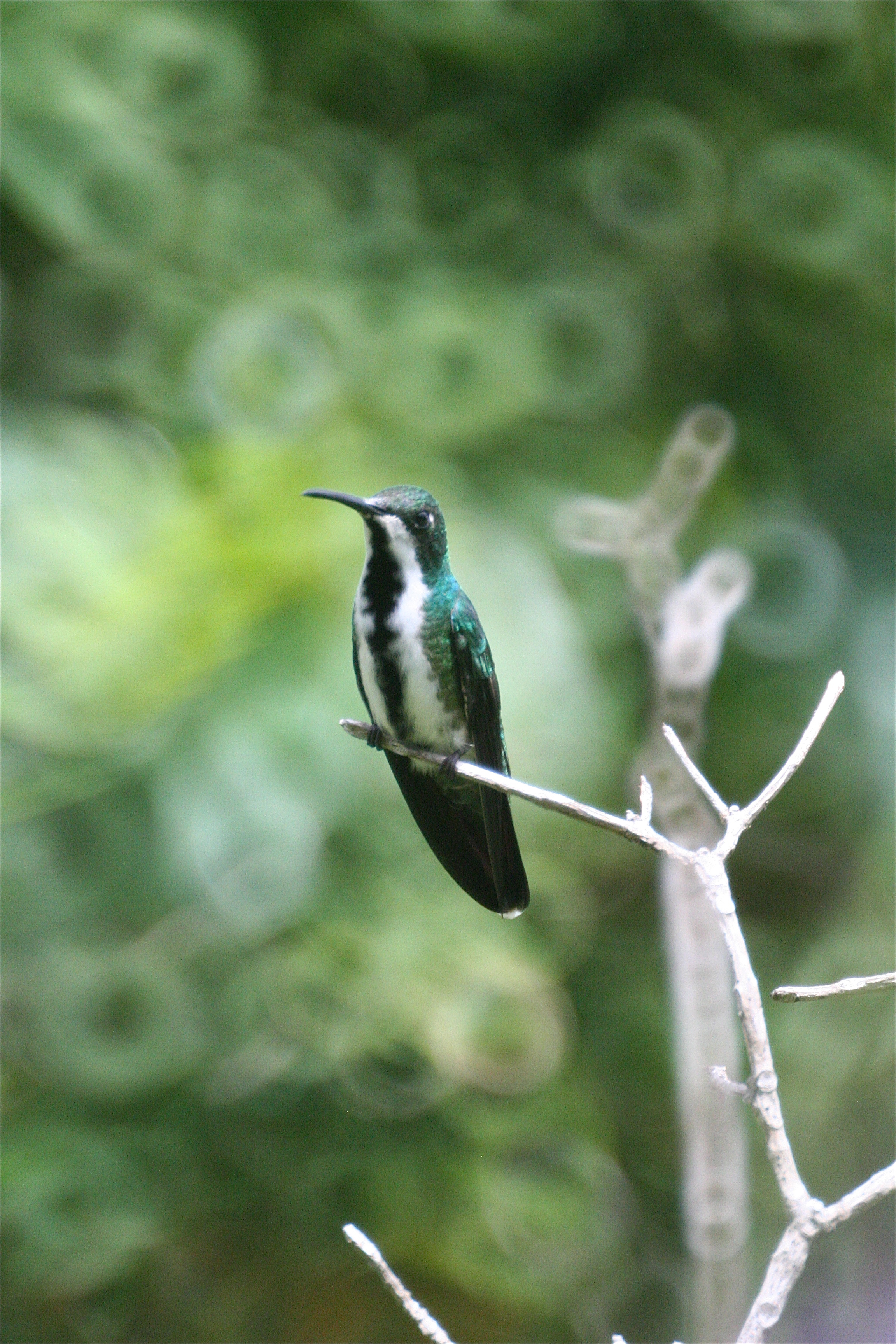
Fêmea
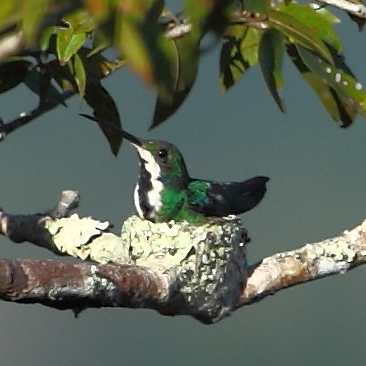
Fêmea no ninho em Novo Mundo, Mato Grosso, Brasil